# Edmond H. Fischer
Dr. Edmond Henri Fischer (født 6. april 1920 i Shanghai, død 27. august 2021) var en amerikansk fysiker og nobelprismodtager. Han modtog Nobelprisen i fysiologi eller medicin i 1992 sammen med Edwin G. Krebs for deres opdagelser vedrørende reversibel proteinphosphorylering som en biologisk reguleringsmekanisme.